# Beaver (hrabstwo Clark)
Beaver – miasto w Stanach Zjednoczonych, w stanie Wisconsin, w hrabstwie Clark.